# Donald Johnston
Pour les articles homonymes, voir Donald Johnston (homonymie) et Johnston.
Donald James Johnston, né le 26 juin 1936 à Ottawa et mort à Cowansville le 4 février 2022,, est un avocat, écrivain, enseignant canadien et ancien ministre et député fédéral du Québec.

## Biographie

### Carrière professionnelle
Né à Ottawa, Donald Johnston effectue ses études à l'Université McGill où il reçoit un Baccalauréat en arts et un Bachelor of Civil Law et rejoint la fraternité Lambda Chi Alpha. En 1961, il rejoint la firme Stikeman Elliott. En 1972, il cofonde la firme Johnston Heenan Blaikie (aujourd'hui Heenan Blaikie).

### Passage en politique
Élu député libéral dans la circonscription de Westmount lors d'une élection partielle en 1978, Donald Johnston est réélu dans Saint-Henri—Westmount en 1979, 1980 et en 1984. Au gouvernement, il est Président du conseil du Trésor (1980-1982), ministre d'État chargé des Sciences et de la Technologie (1982-1984) et du Développement économique et régional (1982-1984). Lorsque Pierre Elliott Trudeau quitte la politique en 1984, il se présente sans succès à sa succession en tant que chef du Parti libéral, et termine troisième derrière John Turner et Jean Chrétien. Il devient ministre de la Justice et procureur général du Canada dans l'éphémère gouvernement Turner. 
Dans l'opposition, il est porte-parole libéral en matière de Finances (1984-1986) et d'Affaires extérieures (1985-1987). En désaccord avec le chef libéral John Turner, il sort du caucus libéral en janvier 1988 pour siéger à titre de député libéral indépendant. Sa décision est reliée à l'accord de Turner à l'Accord du lac Meech et son désaccord avec l'Accord de libre-échange canado-américain, alors que Johnston est contre les deux projets.

### Après la politique
Lorsque Turner démissionne de son poste de chef du Parti libéral, Donald Johnston revient à titre de président du Parti libéral de 1990 à 1994, assistant ainsi au retour des Libéraux au gouvernement en 1993. En 1996, le premier ministre Jean Chrétien lui propose le poste de secrétaire général de l'OCDE, poste qu'il occupe jusqu'en 2006.
Il écrit de nombreux livres et articles reliés aux technologies, politiques, fiscalité et affaires commerciales. En 2008, il devint officier de l'Ordre du Canada.